# Reserva Natural de Sanga
A Reserva Natural de Sanga é uma reserva natural localizada no condado de Pärnu, na Estónia.
A área da reserva natural é de 152 hectares.
A área protegida foi fundada em 2005 para proteger os valiosos tipos de habitats e espécies ameaçadas em Raamatu, Leipste e Mustla.